# Loma de Bácum
Loma de Bácum es una ranchería del municipio de Bácum ubicada en el sur del estado mexicano de Sonora en la zona del valle del Yaqui y cercana a la afluencia del río Yaqui. La ranchería es la quinta localidad más habitada del municipio, ya que según los datos del Censo de Población y Vivienda realizado en 2020 por el Instituto Nacional de Estadística y Geografía (INEGI), Loma de Bácum tiene un total de 1,689 habitantes. La localidad tiene una población importante de gente de la etnia yaqui, siendo uno de los asentamientos más poblados por indígenas en el estado.

## Geografía
Loma de Bácum se encuentra ubicada bajo las coordenadas geográficas 27°33'02" de latitud norte y 110°04'56" de longitud oeste del meridiano de Greenwich, a una elevación media de 26 metros sobre el nivel del mar, asentado sobre las zonas planas del valle del Yaqui. Su zona habitada abarca un área de 0.77 kilómetros cuadrados.

## Demografía
De acuerdo a los datos del Censo de Población y Vivienda realizado en 2020 realizado por el Instituto Nacional de Estadística y Geografía (INEGI), el pueblo tiene un total de 1,689 habitantes, de los cuales 853 son hombres y 836 son mujeres. En 2020 había 408 viviendas, pero de estas 359 viviendas estaban habitadas, de las cuales 115 estaban bajo el cargo de una mujer. Del total de los habitantes, 1338 personas mayores de 3 años (79.22% del total) habla alguna lengua indígena; mientras que 10 habitantes (0.59%) se consideran afromexicanos o afrodescendientes.
El 98.28% de sus pobladores pertenece a la religión católica, el 1.07% es cristiano evangélico/protestante o de alguna variante mientras que el 0.59% no profesa ninguna religión.

### Educación y salud
Según el Censo de Población y Vivienda de 2020; 12 niños de entre 6 y 11 años (0.71% del total), 7 adolescentes de entre 12 y 14 años (0.41%), 38 adolescentes de entre 15 y 17 años (2.25%) y 17 jóvenes de entre 18 y 24 años (1.01%) no asisten a ninguna institución educativa. 120 habitantes de 15 años o más (7.1%) son analfabetas, 100 habitantes de 15 años o más (5.92%) no tienen ningún grado de escolaridad, 221 personas de 15 años o más (13.08%) lograron estudiar la primaria pero no la culminaron, 78 personas de 15 años o más (4.62%) iniciaron la secundaria sin terminarla, teniendo el pueblo un grado de escolaridad de 7.46.
La cantidad de población que no está afiliada a un servicio de salud es de 234 personas, es decir, el 13.85% del total, de lo contrario el 85.91% sí cuenta con un seguro médico ya sea público o privado. Con datos del mismo censo, 78 personas (4.62%) tienen alguna discapacidad o límite motriz para realizar sus actividades diarias, mientras que 15 habitantes (0.89%) poseen algún problema o condición mental.

### Instituciones educativas
En 2005 había 5 centros educativos registrados en la localidad:
- El jardín de niños indígena "Gobernador Jesús Valenzuela", de carácter público administrado por el gobierno federal;[8]
- El jardín de niños indígena "Jesús García", público federal;[9]
- La escuela primaria "Miguel Hidalgo", pública federal;[10]
- La escuela de educación inicial "Tabwikosewua", pública federal;[11]
- La telesecundaria #146, pública estatal.[12]

### Población histórica
Evolución de la cantidad de habitantes desde el evento censal del año 1950:
| Año           | 1950 | 1960 | 1970 | 1980 | 1990 | 1995  | 2000  | 2005  | 2010  | 2020  |
| Población     | 90   | 461  | 394  | 737  | 798  | 1,068 | 1,251 | 1,300 | 1,503 | 1,689 |
| Fuente: INEGI |      |      |      |      |      |       |       |       |       |       |

## Gobierno
Véase también: Gobierno del Municipio de Bácum
Loma de Bácum es una de las 194 localidades que conforman el Municipio de Bácum, su sede de gobierno se encuentra en la cabecera municipal, en el pueblo de Bácum, cuyo ayuntamiento se encuentra integrado por un presidente municipal, un síndico y el cabildo formado por seis regidores, cuatro electos por mayoría relativa y dos por el principio de representación proporcional, todos son electos para un periodo de tres años no reelegibles para el periodo inmediato pero sí de forma no continua, comenzando su periodo el día 16 de septiembre del año de su elección.